# Herichthys deppii
Herichthys deppii és una espècie de peix de la família dels cíclids i de l'ordre dels perciformes.

## Morfologia
Els adults poden assolir 12 cm de longitud total.

## Hàbitat
Viu en zones de clima subtropical. Es troba a Amèrica a les conques dels rius Nautla i Misantla (Mèxic).